# بلدية جانواريا
بلدية جانواريا هي بلدية في البرازيل، تتبع ميناس جرايس، بلغ عدد سكانها 65٬463  نسمة، في 2010، تبلغ مساحتها 6٬691٫174 كيلومتر مربع.

## الموقع
تشترك في الحدود مع:
- Formoso, Minas Gerais [الإنجليزية]‏
- Chapada Gaúcha [الإنجليزية]‏
- São Francisco, Minas Gerais [الإنجليزية]‏.

## أعلام
- دجالما كامبوس